# Полярні пустелі

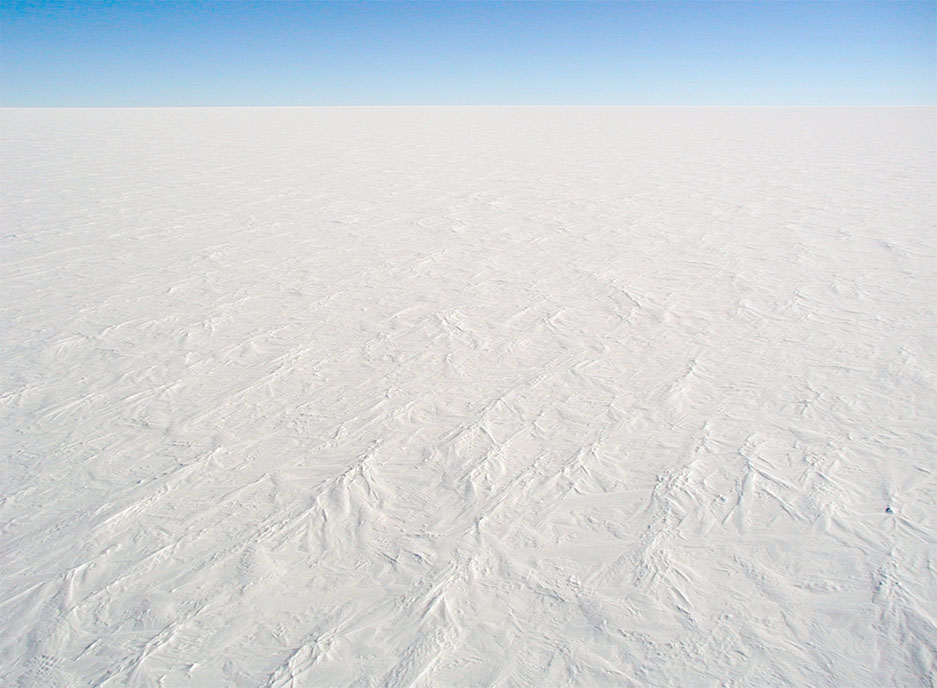
Полярна пустеля з ґрунтовою структурою, характерною для чергування замерзання та відтавання

Полярні пустелі — регіони Землі, що мають клімат льодовикової шапки (EF за класифікацію Кеппена). Попри низьку загальну кількість опадів, щоб зазвичай класифікує її як пустелю, полярні пустелі відрізняються від справжніх пустель (BWh або BWk за класифікацією Кеппена) низькими річними температурами та випаровуванням. Більшість полярних пустель вкриті льодовиковими щитами, льодовиковими полями або льодовиковими шапками.

Полярні пустелі є одним із двох полярних біомів, другий – арктична тундра. 
Ці біоми розташовані на полюсах Землі, охоплюючи більшу частину Антарктики в південній півкулі та в північній півкулі, що простягається від Арктики до Північної Америки, Європи та Азії. 
На відміну від тундри, яка може підтримувати рослинне і тваринне життя влітку, полярні пустелі є переважно безплідним середовищем, що містить постійні плоскі шари льоду;

через дефіцит рідкої води те ж саме стосується небагатьох територій, вільних від льоду. 
Однак є докази існування певного життя в цьому, здавалося б, негостинному ландшафті: відкладення органічних і неорганічних речовин у товщі льоду містять мікробні організми, тісно пов’язані з ціанобактеріями, що здатні фіксувати вуглекислий газ із талої води.

Перепади температури в полярних пустелях часто переходять температуру замерзання води. 
Це чергування «замерзання-відтавання» утворює візерункові текстури на землі діаметром до 5 м.
Більша частина внутрішньої частини Антарктиди займає полярна пустеля, попри товстий льодовиковий покрив. Навпаки, сухі долини Мак-Мердо в Антарктиді, попри те, що вони не мали льодовикового покриву багато тисяч років через стокові вітри, але містять ефемерні потоки та гіперсолоні озера, характерні для крайніх неполярних пустель, не обов’язково є полярними пустелями. 
Полярні пустелі були відносно поширені під час льодовикових періодів, оскільки льодовикові періоди, як правило, сухі.
Кліматологи висловили занепокоєння щодо впливу глобального потепління на льодовикові полюси в цих полярних біомах.

Вплив і транспірація на клімат